# Dammen (Döderhults socken, Småland)
Dammen är en sjö i Oskarshamns kommun i Småland och ingår i Emåns huvudavrinningsområde.